# El Camino de Xico
El camino de Xico es una película animada 2D mexicana de 2020 de aventura fantástica dirigida por Eric D. Cabello Díaz —en su debut como director—, escrita por Enrique Rentería y producida por Ánima Estudios para Comercializadora y Promotora Xolo. Está basada en el personaje de «Xico», un perro xoloitzcuintle multicolor creado por la artista y empresaria Cristina Pineda, quien a su vez es cocreadora de la marca de moda y artículos de lujo Pineda Covalin.
La película cuenta con las voces de varios actores mexicanos encabezados por Pablo Gama Iturrarán, Verónica Alva y Luis Ángel Jaramillo como los personajes principales, mientras que Randy Ebright interpreta al antagonista central. En la cinta, un perro llamado Xico (Iturrarán), una niña llamada Copi (Alva) y un niño de nombre Gus (Jaramillo) interfieren en los planes de un malicioso empresario (Ebright) y su corporación con el fin de proteger la montaña de su pueblo natal. La película trata temas de interés social y ecologista como la práctica del fracking y la explotación de los recursos naturales por parte de las grandes corporaciones.
La película, bajo la distribución de Cine Caníbal, se lanzó comercialmente en México el 12 de noviembre de 2020, y el 12 de febrero de 2021 se publicó en Netflix en el resto del mundo. El camino de Xico es el segundo largometraje original de animación 2D que Ánima Estudios produjo años después de haberse mantenido inactiva en la producción cinematográfica de ideas originales en esta técnica.

## Sinopsis
Una niña, un perro y su mejor amigo se proponen preservar una montaña de la codicia corporativa. Pero la solución la tienen ahí mismo, en casa: su cachorro, Xico.

## Elenco de voces

### Español
- Pablo Gama Iturrarán como Xico
- Verónica Alva como Copi
- Luis Ángel Jaramillo como Gus
- Verónica Castro como Carmen
- Lila Downs como Nana Petra
- Randy Ebright como Señor Caradura
- Enrique Guzmán como Don Viejo
- Daniel Habif como Don Manuel
- Álex Lora como Tlacuache
- Juan Pablo Manzanero como Xappan, un alacrán maligno.
- Carla Medina como Lupita
- Elena Poniatowska como Cuca
- José Miguel Pérez-Porrúa Suárez como Previer
- Marco Antonio Solís como Tochtli
- Víctor Trujillo como Venado Azul

### Inglés
- Adán Rocha como Xico
- Lola Raie como Copi
- Diego Olmedo como Gus
- Tonantzin Carmelo como Carmen
- Anita Ortega como Nana Petra
- Miguel Pérez como Señor Caradura
- Rubén Garfias como Don Viejo
- Anthony L. Fernández como Don Manuel
- Dino Andrade como Tlacuache
- Roxana Ortega como Lupita, la madre de Copi
- Norma Maldonado como Cuca
- Gabriel Romero como Previer
- Tony Amendola como Tochtli
- René Mujica como Venado Azul

## Estreno
La película se estrenó en las salas de cine de México el 12 de noviembre de 2020 por Cine Caníbal. 
Fuera de México, la película se estrenó a nivel mundial el 12 de febrero de 2021 en el servicio de streaming  Netflix. 

### Recepción
La película obtuvo opiniones mixtas a favorables por parte de los críticos. En Tomatazos, la película tiene una calificación de 100% "Fresca". 
John Sooja de Common Sense Media le dio un 3/5 de calificación, considerando la película de "hermosa y dulce" mientras criticaba la historia. 

## Premios y nominaciones
| Premiación      | Fecha(s) de ceremonia | País   | Categoría(s)                                   | Recipientes(s)                            | Resultado | Ref(s) |
| --------------- | --------------------- | ------ | ---------------------------------------------- | ----------------------------------------- | --------- | ------ |
| Premios Quirino | 29 de mayo de 2021    | España | Mejor Largometraje Iberoamericano de Animación | Eric Cabello Díaz Cristina Pineda Antúnez | Nominada  | [ 7 ]  |
| Premios Platino | 3 de octubre de 2021  | España | Mejor película animada                         | El camino de Xico                         | Nominada  | [ 8 ]  |